# TMEM33
TMEM33 (англ. Transmembrane protein 33) – білок, який кодується однойменним геном, розташованим у людей на короткому плечі 4-ї хромосоми.  Довжина поліпептидного ланцюга білка становить 247 амінокислот, а молекулярна маса — 27 978.
| 10         |  | 20         |  | 30         |  | 40         |  | 50         |
| ---------- |  | ---------- |  | ---------- |  | ---------- |  | ---------- |
| MADTTPNGPQ |  | GAGAVQFMMT |  | NKLDTAMWLS |  | RLFTVYCSAL |  | FVLPLLGLHE |
| AASFYQRALL |  | ANALTSALRL |  | HQRLPHFQLS |  | RAFLAQALLE |  | DSCHYLLYSL |
| IFVNSYPVTM |  | SIFPVLLFSL |  | LHAATYTKKV |  | LDARGSNSLP |  | LLRSVLDKLS |
| ANQQNILKFI |  | ACNEIFLMPA |  | TVFMLFSGQG |  | SLLQPFIYYR |  | FLTLRYSSRR |
| NPYCRTLFNE |  | LRIVVEHIIM |  | KPACPLFVRR |  | LCLQSIAFIS |  | RLAPTVP    |

A: Аланін

C: Цистеїн

D: Аспарагінова кислота

E: Глутамінова кислота

F: Фенілаланін

G: Гліцин

H: Гістидин

I: Ізолейцин

K: Лізин

L: Лейцин

M: Метіонін

N: Аспарагін

P: Пролін

Q: Глутамін

R: Аргінін

S: Серин

T: Треонін

V: Валін

W: Триптофан

Задіяний у такому біологічному процесі як ацетиляція. 
Локалізований у ядрі, мембрані, ендоплазматичному ретикулумі.